# Schoenus benthamii
Schoenus benthamii är en halvgräsart som beskrevs av Ferdinand von Mueller. Schoenus benthamii ingår i släktet axagssläktet, och familjen halvgräs. Inga underarter finns listade i Catalogue of Life.